# Штудер, Сандра
Сандра Штудер (нем. Sandra Studer; род. 10 февраля 1969, Цюрих) — швейцарская телеведущая, актриса и певица. Представительница Швейцарии на песенном конкурсе Евровидения 1991 с песней «Canzone per te», заняла 5 место. Одна из ведущих Евровидения 2025 года.

## Биография
Родилась в семье швейцарца и испанки. Выросла в Цолликерберге, небольшом городе близ Цолликона. В подростковом возрасте занималась танцами и игрой на фортепиано. Как певица дебютировала в 17 лет. Позже училась германистике и музыковедению в Цюрихском университете. После дебюта в 1987 году, Штудер как бэк-вокалистка сотрудничала с DJ BoBo в записи песни «I Love You» 1989 года.
В 1990 году под сценическим псевдонимом Сандра Симо (нем. Sandra Simó) участвовала в швейцарском отборе на Евровидение с песней «I Know», но заняла последнее место. В следующем году Штудер была выбрана представительницей Швейцарии на песенном конкурсе Евровидения 1991, проходившем в Риме (Италия). Она заняла итоговое пятое место с песней «Canzone per te», которую исполнила на итальянском языке, набрав 118 баллов.
Впоследствии Сандра Штудер начала свою карьеру на телевидении, где вела такие программы как Takito, Traumziel и Country Roads. Неоднократно была комментатором Евровидения в Швейцарии, а именно в 1994, 1996, 1999 — 2002 и 2005 — 2006 годах, а также была спикером Евровидения. В 1999 году она вместе с Акселем Бультхауптом вела немецкий отбор на Евровидение.
В 2002—2012 годах была ведущей ежегодной церемонии вручения премии SwissAward, а также появлялась на многочисленных музыкальных программах в немецкоязычных странах.
В 2021 году в швейцарско-немецкой версии шоу «Певец в маске» Сандра Штудер заняла второе место, где была в маске павлина.
Сандра Штудер была соведущей песенного конкурса Евровидения 2025 в Базеле (Швейцария) вместе с Хейзел Бруггер и Мишель Хунцикер.

## Личная жизнь
В 1997 году вышла замуж за адвоката Луку Мюллера, с которым воспитывает четырёх детей. Проживает в Майлене, кантон Цюрих.
Свободно владеет немецким, английским, французским, испанским и итальянским языками.